# José Antonio Ponseti
José Antonio Ponseti (Barcelona, 11 de enero de 1967) es un locutor de radio español y licenciado en Ciencias de la Información por la Universidad Autónoma de Barcelona, aunque estudió también Comunicación en la Universidad de San Francisco, California.
Comenzó su andadura radiofónica en el programa Día de domingo (RNE) y ha colaborado en La Vanguardia, Avui, Diario AS o Mundo Deportivo en España. Fue director de la revista Cien Yardas y ha colaborado con revistas como Automóvil, Ataír o Imágenes de Actualidad. Es autor de varias guías de viajes y de un libro sobre fútbol americano. Durante diez años ha sido redactor de Canal Plus, donde ha dirigido el departamento de Motor. Fue durante este período cuando adquirió gran popularidad nacional al presentar, junto a Luis Moya, los programas especiales que resumían las pruebas del Campeonato Mundial de Rally.
Trabajó en Caracol Radio, donde fue director de programación. Dirigió y presentó el programa Efectos Secundarios, en esta misma emisora, dirigiendo asimismo en la Cadena SER el programa SER Aventureros y colaborando en la Primera Hora de los sábados de Carrusel Deportivo.
Desde agosto de 2011 y hasta julio de 2014 ha sido copresentador junto a Manu Carreño de Carrusel Deportivo. De igual modo, desde el 29 de agosto de 2011, es copresentador, junto a Santi Cañizares, del programa de Canal Plus, El día después. Desde el año 2012, presenta junto con Cañizares, Luis Moya, Fernando Albes y varios invitados (entre los que suelen encontrarse Dani Sordo o Carlos del Barrio) el programa De Rally un resumen de más de una hora de duración de las pruebas del Campeonato del mundo de Rallyes.
En 2019 publicó su primera novela Vuelo 19 (ed. Suma), basada en la desaparición de 5 aviones militares en el Triángulo de las Bermudas en el año 1945. Posteriormente escribió el libro "La Caja Azul", basada en una historia familiar motivada por la guerra civil española.
Actualmente dirige y presenta el programa Cien Yardas en la Cadena Ser, sobre futbol americano y toda la actualidad de la NFL. En 2023 publicó el libro 100 historias, 100 yardas, elaborado junto a Javi Gómez, Iker Sagasti y Luis Jones a partir de algunos tópicos desarrollados en el programa.